# Толмачевка (Казахстан)
Толмаче́вка (каз. Толмачев) — село у складі Кизилжарського району Північноказахстанської області Казахстану. Входить до складу Асановського сільського округу.
Населення — 77 осіб (2021; 153 у 2009, 203 у 1999, 200 у 1989).
Національний склад станом на 1989 рік:
- казахи — 47 %
- німці — 39 %.